# جیکوب دالتون
جیکوب دالتون (به انگلیسی: Jacob Dalton) ژیمناست زادهٔ ۱۹ اوت ۱۹۹۱ میلادی اهل کشور ایالات متحده آمریکا است.